# Halosaurus carinicauda
Halosaurus carinicauda är en fiskart som först beskrevs av Alcock, 1889.  Halosaurus carinicauda ingår i släktet Halosaurus och familjen Halosauridae. Inga underarter finns listade i Catalogue of Life.